# Cooper Woods
Cooper Woods-Topalovic (Merimbula, 7 settembre 2000) è uno sciatore freestyle australiano, specialista nelle gobbe.

## Biografia
In Coppa del Mondo ha esordito il 2 febbraio 2017 a Deer Valley, non terminando la gara.
Nel 2022 ha partecipato ai Giochi Olimpici invernali del 2022, a Pechino concludendo la gara in sesta posizione.

## Palmarès

### Coppa del Mondo
- Miglior piazzamento nella Coppa del Mondo generale di gobbe: 17º  nel 2021
- 1 podio:
  - 1 secondo posto